# はじめてのこくご ことばあ!
『はじめてのこくご ことばあ!』は、NHK教育テレビジョンで2002年4月10日から2008年3月10日まで放送されていた小学校1年生・2年生向けの学校放送（教科：国語）。放送開始から2003年3月19日までは『ことばあ!』と題して放送されていた。

## 概要
それまで小学校1年生向けの番組として放送されていた『あいうえお』の後継番組であり、対象学年を2年生にも広げた上で放送を開始した。メインキャラクターの「ことばあ」と一緒にダンスやゲームをしながら、集団生活やコミュニケーションのとり方を身につける内容だった。

## 放送時間
いずれも日本標準時、別の時間帯での再放送あり。

### ことばあ!
| 期間                          | 放送時間                                                                      |
| ----------------------------- | ----------------------------------------------------------------------------- |
| 2002年4月10日 - 2003年3月19日 | 水曜日 09:00 - 9:15 2003年4月以降も『はじめてのこくご』の再放送枠として使用。 |

### はじめてのこくご ことばあ!
| 期間                         | 放送時間             |
| ---------------------------- | -------------------- |
| 2003年4月7日 - 2004年3月15日 | 月曜日 10:00 - 10:15 |
| 2004年4月9日 - 2005年3月18日 | 金曜日 10:00 - 10:15 |
| 2005年4月4日 - 2008年3月10日 | 月曜日 10:45 - 11:00 |

## キャスト
- ことばあの声：堀絢子
- おがちゃん：緒方賢一
- こどもたち：大橋彩香、荻原姫桜、増田嵐樹、森下翔梧、柳沢愛華、山岡太郎、山本夏海
- ナレーション（詩の朗読などを担当）：室井滋、勝村政信、RAG FAIR

## 音楽
テーマソング「ことばあ!」
作詞：工藤直子 / 作曲・編曲：田ノ岡三郎 / 歌：東京放送児童合唱団、ことばあ

## スタッフ
- ことばあ操作 - まきたまさこ
- 振付 - 桜井郁也、大原晶子
- 音楽 - 田ノ岡三郎
- 人形美術 - じろっぽ
- 小道具 - 関口優子
- 衣装美術 - 植原ゆかり